# 484
| [ Edytuj tabelę ]          |                                       |
| Cesarz Bizancjum           | - 474 Zenon 491 - 484 Leoncjusz I 488 |
| Król Franków               | - 481 Chlodwig I 511                  |
| Król Kentu                 | - 455 Hengest 488                     |
| Patriarcha Konstantynopola | - 471 Akacjusz 488                    |
| Władca Korei               | - 413 Changsu 491                     |
| Król Munsteru              | - 453 Óengus 489                      |
| Król Ostrogotów            | - 471 Teodoryk Wielki 526             |
| Papież                     | - 483 Feliks III 492                  |
| Król Persji                | - 459 Peroz I 484 - 484 Balasz 488    |
| Król Wandalów              | - 477 Huneryk 484 - 484 Guntamund 496 |
| Król Wizygotów             | - 466 Euryk 484 - 484 Alaryk II 507   |

Rok 484 / CDLXXXIV
stulecia: IV wiek ~
V wiek ~
VI wiek

lata: 474 «
479 «
480 «
481 «
482 «
483 «
484
» 485
» 486
» 487
» 488
» 489
» 494

## Wydarzenia
- Balasz został obsadzony na tronie Sasanidów
- Alaryk II został obsadzony na tronie Wizygotów
- Guntamund został obsadzony na tronie Wandalów

## Zmarli
- data dzienna nieznana:
  - Peroz I, król Persji, zabity przez Heftalitów (ur. ?)
  - Huneryk, władca Wandalów (ur. ok. 420-430)